# Basotho National Party
Basotho National Party (BNP) är ett konservativt politiskt parti i Lesotho. Partiet grundades 1959 av Leabua Jonathan under namnet Basutoland National Party. BNP blev ett så kallat statsbärande parti och Jonathan blev Lesothos premiärminister 1965, året innan självständigheten från Storbritannien, och satt på posten fram till militärkuppen 1986 ledd av Justin Lekhanya.
I 1993 års parlamentsval fick BNP omkring 23 procent av rösterna, men alla 65 mandat i nationalförsamlingen gick till det konkurrerande partiet Basotho Congress Party (BCP). Partiet upplevde ett liknande nederlag i 1998 års parlamentsval där BNP fick 24,5 procent av rösterna men bara ett mandat i nationalförsamlingen. Efter valförlusterna sökte partiet att reformera valsystemet. BNP ville se ett proportionellt valsystem för att avgöra mandatfördelningen. I en kompromiss infördes ett mixat valsystem till nationalförsamlingen där 40 utjämningsmandat skulle utses genom proportionell fördelning och 80 mandat genom relativ majoritet (även kallat first-past-the-post) i enmansvalkretsar.
Justin Lekhanya valdes efter militärkuppen till partiledare för BNP på marskonferensen 1999. I 2002 års val till nationalförsamlingen fick partiet 22,4 procent av rösterna och 21 mandat genom proportionell tilldelning. Partiet har sedan valet 2002 skakats av interna strider som grundas i en kritik om att partiet inte har uppfyllt sin oppositionsroll i parlamentet. I parlamentsvalet 2007 fick partiet endast 3 av 120 mandat, i valet 2012 5 mandat.